# 道の駅しらやまさん
道の駅しらやまさん（みちのえき しらやまさん）は、石川県能美市和佐谷町にある国道157号の道の駅である。

## 概要
白山麓地域の玄関口に位置する。白山手取川ジオパーク内に位置し、同パークの展示スペースがあるほか、展望室から手取川や安久涛々淵（あくどがふち）、舟岡山などが眺められる。
白山市を南北に走る国道157号（鶴来バイパス）が、わずかに能美市を通過する場所にある。当駅の東側を流れる手取川の対岸は白山市鶴来地区であり、同地区と関係が深い土地である。

## 施設
- 駐車場
  - 普通車：28台[1]
  - 大型車：16台[1]
  - 身障者用：2台[1]
- トイレ（いずれも24時間利用可能）
  - 男：大 3器、小 6器
  - 女：7器
  - 身障者用：2器
- 白山市観光情報センター・白山室堂予約センター（9:00 - 17:30）[1][9]
  - レンタサイクル（有料）[9]
- 食事処「あげあげ屋」（能美市和佐谷町194、当駅に併設）[8]
  - 食事：11:00 - 14:00[1]
  - 売店：10:00 - 15:00[1]

## 休館日
- 年末年始[1]
  - あげあげ屋は冬季に不定休あり[1]。

## アクセス
- 国道157号（鶴来バイパス） - 登録路線
  - 石川県道179号野々市鶴来線
  - 石川県道103号鶴来水島美川線
- 北陸自動車道白山ICより約30分。
- 北陸自動車道美川ICより約40分。

## 周辺
- 手取川[7]
- 白山比咩神社[5] - 当駅より徒歩10分[9]。
- 旧加賀一の宮駅（旧北陸鉄道石川線、国の登録有形文化財）
- 和佐谷橋
- 古宮公園[6]